# Доњи Вукојевац
Доњи Вукојевац је насељено место у општини Лекеник, у Туропољу, Хрватска, до нове територијалне организације у саставу бивше велике општине Сисак.

## Становништво
На попису становништва 2011. године, Доњи Вукојевац је имао 499 становника.

## Попис1991.
На попису становништва 1991. године, насељено место Доњи Вукојевац је имало 441 становника, следећег националног састава:
| Попис 1991.‍  | Попис 1991.‍  | Попис 1991.‍ | Попис 1991.‍ | Попис 1991.‍ |
| ------------ | ------------ | ----------- | ----------- | ----------- |
|              |              |             |             |             |
| Хрвати       | Хрвати       |             | 415         | 94,10%      |
| Југословени  | Југословени  |             | 16          | 3,62%       |
| Срби         | Срби         |             | 3           | 0,68%       |
| Муслимани    | Муслимани    |             | 1           | 0,22%       |
| Немци        | Немци        |             | 1           | 0,22%       |
| Украјинци    | Украјинци    |             | 1           | 0,22%       |
| неопредељени | неопредељени |             | 1           | 0,22%       |
| непознато    | непознато    |             | 3           | 0,68%       |
| укупно: 441  |              |             |             |             |